# Kaynarca, Pınarhisar
Kaynarca là một thị trấn thuộc huyện Pınarhisar, tỉnh Kırklareli, Thổ Nhĩ Kỳ. Dân số thời điểm năm 2011 là 2.377 người.